# إصابة الرباط الصليبي الخلفي
تتمثل وظيفة الرباط الصليبي الخلفي في منع عظم الفخذ من الانزلاق عن الحافة الأمامية للظنبوب (أحد عظمي الساق) ومنع الظنبوب من الانزياح للخلف نسبةً إلى عظم الفخذ. الأسباب الشائعة لإصابات الرباط الصليبي الأمامي هي الضربات المباشرة على الركبة في وضعية العطف، مثل اصطدام الركبة بلوحة القيادة في حادث سيارة أو السقوط بقوة على الركبة، وفي كلتا الحالتين ينزاح الظنبوب خلف عظم الفخذ.
يعد إجراء الجراحة لإصلاح إصابات الرباط الصليبي الخلفي محط جدل بسبب مكان الرباط وصعوبة إجراء الجراحة عليه.
اختبار الانزلاق الخلفي أحد الاختبارات التي يستخدمها الأطباء واختصاصيو العلاج الفيزيائي للكشف عن إصابة الرباط الصليبي الخلفي. يوجد اختبار آخر هو اختبار الارتخاء الخلفي، الذي لا يتطلب تطبيق أي قوة على المفصل خلال إجراء الاختبار، بخلاف اختبار الانزلاق الخلفي الذي يحتاج تطبيق قوة فاعلة. في اختبار الارتخاء الخلفي، يستلقي الشخص على ظهره ويمسك الفاحص الساق والورك بوضعية عطف 90 درجة والركبة بوضعية عطف 90 درجة. العلامة الرئيسة في هذا الاختبار التراجع، وهو أقصر مسافة من عظم الفخذ إلى خط افتراضي مماس لسطح الظنبوب على أحدوبة الظنبوب وما فوق. يبلغ التراجع نحو 1 سم في الحالة الطبيعية، ولكنه يقل (في الدرجة الأولى) أو يغيب (في الدرجة الثانية) أو ينقلب (في الدرجة الثالثة) في إصابات الرباط الصليبي الخلفي.
عند المصابين بأذية في الرباط الصليبي الخلفي، يجب دائمًا البحث عن إصابات الركبة الأخرى المرافقة مثل إصابات الرباط الصليبي الأمامي. وتشمل هذه الإصابات الغضروف/الغضروف المفصلي، وتكدم العظام، وتمزق الرباط الصليبي الأمامي، والكسور، والإصابات الخلفية الوحشية، وإصابات الأربطة الوحشية.

## السبب

### التشريح ذو الصلة
يقع الرباط الصليبي الخلفي داخل مفصل الركبة ووظيفته المحافظة على استقرار العظام المفصلية، وخاصة عظمي الفخذ والظنبوب، في أثناء حركة الركبة. ينشأ الرباط من الحافة الوحشية للقمة الفخذية الإنسية وسقف الثقبة بين اللقمتين، ثم يمتد بزاوية خلفية وحشية نحو الجزء الخلفي من الظنبوب أسفل سطحه المفصلي مباشرة.

### السمات الفيزيولوجية ذات الصلة
يشكل الرباط الصليبي الخلفي وحدة بنيوية، إلا أنه يُقسم إلى قسم أمامي وحشي وقسم خلفي إنسي تبعًا لموقع ووظيفة كل قسم. في أثناء حركة مفصل الركبة، يدور الرباط الصليبي الخلفي بطريقة تسمح بتمدد القسم الأمامي الوحشي مع عطف الركبة ولا يحدث تمدد في هذا القسم عند بسط الركبة، بينما يتمدد القسم الخلفي الإنسي عند بسط الركبة ولا يتمدد عند عطفها.

### أنماط الآليات التي تؤدي إلى إصابة الرباط الصليبي الخلفي
في وضعه الطبيعي، يمنع الرباط الصليبي الخلفي حركة الساق في الاتجاه الخلفي ويمنع ميلان الرضفة أو انتقالها. يؤدي الارتخاء في قسميه إلى جعله عرضة للإصابة في أثناء فرط العطف (الثني)، وفرط البسط (التمدد)، ومن خلال آلية ثالثة تعرف باسم إصابة لوحة القيادة. نظرًا إلى أن الأربطة الصليبية ذات مرونة لزوجية، فإنها لا تستطيع التعامل مع الضغط الزائد إلا عندما يزداد الضغط ببطء. عندما يحدث فرط العطف وفرط البسط فجأة مع هذه الطبيعة المرنة اللزجة، يتشوه الرباط الصليبي الخلفي أو يتمزق. في الآلية الثالثة والأكثر شيوعًا، آلية إصابة لوحة القيادة، تتعرض الركبة لتأثير يدفعها بالاتجاه الخلفي والركبة في وضعية عطف نحو المساحة فوق الظنبوب. تحدث هذه الآليات في الدوران الظنبوبي الخارجي المفرط وفي حوادث السقوط الذي يسبب فرط بسط وتقريب للظنبوب، والذي يشار إليه بأنه ضغط أفحج باسط، أو التي تحدث والركبة في وضعية العطف.

## الوقاية

### إصابة الركبة
إصابات الركبة شائعة جدًا بين الرياضيين والأشخاص النشطين ويمكن دائمًا الوقاية منها. يمثل تمزق الأربطة أكثر من 40% من إصابات الركبة ويعتبر الرباط الصليبي الخلفي أحد الإصابات الأقل شيوعًا. على الرغم من أنه قليل الحدوث، توجد تدابير مهمة يمكن اتخاذها لمنع هذا النوع من إصابات الركبة. يعد الحفاظ على التمرين المناسب والتقنية الرياضية أمرًا ضروريًا للوقاية من الإصابات، وتشمل الاعتبارات المهمة عدم تجاوز النطاق المناسب لحركة الركبة، والإحماء والتبريد الصحيحين.

### النسبة بين مربعة الرؤوس الفخذية والعضلة المابضية
جانب آخر مهم للحفاظ على سلامة الركبة هو قوة عضلات الفخذ (مربعة الرؤوس الفخذية) والعضلة المأبضية لأنها تساعد على استقرار الركبة. حين تكون النسبة بين العضلة المأبضية ومربعة الرؤوس الفخذية قليلة، يزداد حدوث إصابات الركبة ويجب أن تكون النسبة 80% تقريبًا. تتضمن بعض التمارين لتقوية عضلات الفخذ والعضلة المأبضية ثني الساق ورفع الساق وثني الركبة خلال الاستلقاء البطني مع استخدام حزام مقاومة وتمارين تمديد الركبة. تساعد أيضًا تمارين تمديد الركبة في منع إصابة الرباط الصليبي الخلفي وتُجرى من خلال تمديد الساقين وأصابع القدم ممدودة للأعلى وإمالة الجسم إلى الأمام حتى يشعر الشخص بالتمدد، والبقاء على هذه الوضعية لبضع ثوان.

### تمارين رياضية وتمارين التمدد
تساعد تمارين التوازن أيضًا في الوقاية من إصابات الركبة لأن الأشخاص الذين يعانون من ضعف التوازن يصابون بأذيات في الركبة بنسبة أكبر. تعتبر ألواح التوازن وكرات بوسو أدوات مستخدمة كثيرًا لتقوية التوازن والمساعدة في منع إصابات الركبة شرط استخدامها بإشراف من مدربين متخصصين. يمكن أيضًا ارتداء أحزمة الركبة للمساعدة في تحقيق استقرار الركبة وحمايتها من الإصابات، خاصة في أثناء ممارسة الرياضات الصعبة مثل كرة القدم.

## العلاج
يمكن أن تشفى إصابات الرباط الصليبي الخلفي تلقائيًا. عادة ما تلزم الجراحة عند حدوث تمزق كامل في الرباط. تُجرى الجراحة عادة بعد أسابيع، للسماح بتراجع التورم وتحريك الركبة. يُستخدم إجراء يسمى ترميم الرباط لاستبدال الرباط الصليبي الخلفي الممزق برباط جديد، والذي عادة ما يكون طعمًا مأخوذا من الوتر المأبضي أو وتر أخيل من جثة مضيفة. يسمح تنظير المفصل بإجراء تقييم كامل لمفصل الركبة، بما في ذلك الرضفة وأسطح الغضاريف والغضروف المفصلي والأربطة (الصليبي الأمامي والصليبي الخلفي) وبطانة المفصل. بعد ذلك، يوضع الرباط الجديد ويُثبت بعظم الفخذ والساق بمسامير. يمكن أيضًا إجراء إصلاح للرباط الصليبي الخلفي. ويختلف هذا عن ترميم الرباط الصليبي الخلفي إذ لا حاجة هنا إلى استخدام طعم وتُجرى إعادة وصل للرباط الصليبي الخلفي الأصلي.

## إعادة التأهيل

### درجات الإصابة
يقع الرباط الصليبي الخلفي داخل الركبة. تشكل الأربطة أحزمة قوية من الأنسجة التي تربط العظام. على غرار الرباط الصليبي الأمامي، يربط الرباط الصليبي الخلفي عظم الظنبوب بالساق. وتوجد أربع درجات لإصابة الرباط الصليبي الخلفي: في الدرجة الأولى، يحدث تأذٍ خفيف في الرباط الصليبي الخلفي. في الدرجة الثانية، يحدث تمزق خفيف في الرباط الصليبي الخلفي ويصبح مرتخيًا. في الدرجة الثالثة، يحدث تمزق تام في الرباط الصليبي الخلفي ويمكن عندها تصنيف الركبة على أنها غير مستقرة. في الدرجة الرابعة، يتلف الرباط الصليبي الخلفي مع رباط آخر موجود في الركبة مثل الرباط الصليبي الأمامي أو الزاوية الخلفية الإنسية. توجد علاجات مختلفة للتعامل مع درجات الإصابة المختلفة.